# 9322 Lindenau
9322 Lindenau هو كويكب، يقع ضمن حزام الكويكبات. اكتشف في 10 يناير 1989.

## روابط خارجية
- 9322 Lindenau في قاعدة بيانات مختبر الدفع النفاث لأجرام النظام الشمسي الصغيرة

- الاكتشاف · مخطط المدار ·  العناصر المدارية · المعلمات المادية

- 9322 Lindenau على موقع ويكي سكاي: DSS2, SDSS, GALEX, IRAS, Hydrogen α, X-Ray, Astrophoto, Sky Map, Articles and images